# Dante Secchi
Dante Secchi (født 14. august 1910, død 17. februar 1981) var en italiensk roer.
Secchi var en del af en italiensk otter, der havde stor succes i 1930'erne og 1940'erne, og som bestod af havnearbejdere fra Livorno. Secchi var med i båden ved OL 1936 i Berlin. Italienerne blev nummer to i indledende heat og måtte i opsamlingsheat, som de vandt. I finalen sejrede USA, mens Italien blev nummer to, blot 0,6 sekunder efter, og Tyskland vandt bronze, yderligere 0,4 sekunder bagude. De øvrige besætningsmedlemmer i den italienske båd var Guglielmo del Bimbo, Dino Barsotti, Oreste Grossi, Enzo Bartolini, Mario Checcacci, Ottorino Quaglierini, Enrico Garzelli og styrmand Cesare Milani.
Secchi vandt desuden en EM-guldmedalje i otter for Italien ved EM 1937 i Amsterdam, samt en sølv- og bronzemedalje i samme disciplin i henholdsvis 1933 og 1938.

## OL-medaljer
- 1936:  Sølv i otter